# Dumfries (circonscription du Parlement d'Écosse)
Pour les articles homonymes, voir Dumfries (homonymie).
Dumfries dans le Dumfries and Galloway était un Burgh royal qui a élu un Commissaire au Parlement d'Écosse et à la Convention des États.
Après les Actes d'Union de 1707, Dumfries, Annan, Kirkcudbright, Lochmaben et Sanquhar ont formé le district de Dumfries, envoyant un membre à la Chambre des communes de Grande-Bretagne.

## Liste des commissaires de burgh
- 1661, 1665 convention, 1667 convention, 1669–74: John Irving, provost [1]
- 1678 convention, 1681–82: William Craik, provost [2]
- 1685–86: William Fingask, baillie (mort en 1686)[3]
- 1686: John Sharp of Collistoun, conseiller [3]
- 1689 (convention), 1689–93: James Kennan (mort vers 1694) [4]
- 1695–1702, 1702–07: Robert Johnstone, provost [5]